# Орлівка (Очеретинська селищна громада)
Орлі́вка — село Очеретинської селищної громади Покровського району Донецької області, в Україні. Населення становить 874 особи.

## Загальні відомості
Відстань до райцентру становить близько 21 км і проходить автошляхом місцевого значення.
Землі села межують із західними околицями м. Авдіївка Донецької області, а саме з Авдіївським коксохімом.

## Історія
За переписом 1897 року кількість мешканців становила 579 осіб (296 чоловічої статі та 283 — жіночої), з яких всі — православної віри. У 1908 році в селі Авдіївської волості мешкало 771 особа (383 чоловічої статі та 388 — жіночої), налічувалось 107 дворових господарства.
25 вересня 1918 в Орлівці помер власник Очеретинського цегельного заводу, батько знаменитого отамана Михайла Малашко - Василь Семенович Малашко (1858-1918).
21 липня 2014 року, українськими патріотами у селі було повалено пам'ятник В. І.Леніну.
Населений пункт страждає від ворожих обстрілів, які ведуться окупаційними російськими військами. Особливо ситуація загострилася восени 2023 року.

## Війна на сході України
7 листопада 2014 року поблизу села українські військовослужбовці відбили атаку терористів із завданням останнім значних втрат. 3 грудня під час обстрілу терористами Орлівки поранено 4 людей, у тому числі шестирічна дитина.

## Населення
За даними перепису 2001 року населення села становило 874 особи, з них 25,17 % зазначили рідною мову українську, 74,14 %— російську, 0,11 %— білоруську та молдовську мови.